# Lille Bernstorff
Lille Bernstorff er et mindre slot eller landsted i den nordvestlige del af Bernstorffsparken i Gentofte. Lille Bernstorff blev opført i årene 1810-1811.
Prins Peter af Grækenland og Danmark og hans hustru Prinsesse Irina af Grækenland boede her i en årrække. Prins Peter blev begravet i parken nær ved slottet.